# 魏晉南北朝婦女地位
魏晉南北朝婦女地位，指的是從三國至魏晉南北朝，社會上對兩性的看法。魏晉南北朝因為長期處於分裂狀況中，缺乏一個強而有力又穩定的中央政府來進行教化。胡人的入侵、胡風的影響更沖淡了名教的約束，使得父子、夫婦之間的關係趨於由親密的情感代替了嚴峻的禮法。
換言之，人性的復甦讓魏晉成為中國古代歷史上精神較自由、思想較活躍的一段時期。繼而讓婦女擺脫封建禮教的束縛，接受外來文化提供的機遇，使他們的社會地位相對提高。
就整個魏晉南北朝的婦女地位而言，社會上對女性的觀點仍舊跳脫不開中國素來重男輕女的大架構，但因為時代環境的關係，禮教式微，使得婦女約束較少，社交也頗為自由。北方婦女因受胡風影響較深，女權尤高。南、北之婦女地位又稍有不同，北朝婦女「持門戶」，除了傳統婦女的內部工作之外，還要打點家庭外交事宜，可見北朝婦女受胡風的影響較大。此外，北朝婦女之間甚至還有結社之風 ，其活潑程度是南朝婦女所不及的。

## 受教狀況
魏晉女子受教育的意識增強，大量才女的湧現也是和先前幾個朝代有所不同。章學誠先生曾言：「晉人崇尚玄風，任情作達，丈夫則糟粕六藝，婦女亦雅尚清言。布障解圍之談，新婦參軍之戲，雖大節未失，而名教蕩然。」此一時期最有名的才女便是謝安姪女謝道韞。謝家在東晉時期為僑性高門世族之一，家庭文化繁榮，女子和男子一樣有接受教育的權利，而謝道韞就是這之中的佼佼者。
《晉書˙列女傳˙謝道韞》：「謝太傅寒雪日內集，與兒女講論文義。俄而雪驟，公欣然曰：『白雪紛紛何所似？』兄子曰：『撒鹽空中差可擬。』兄女曰：『未若柳絮因風起。』」
就是個很有名的例子，後《紅樓夢》借道韞之事來稱頌黛玉的文采，更是將「詠絮之材」宣揚到了極致。受到玄學的影響，謝道韞詩歌的創作風格多為清新灑脫。如：
《泰山吟˙登山》：「峩峩東嶽高，秀極衝青天。巖中間虛宇，寂寞幽以玄。非工復非匠，雲構發自然。器象爾何物，遂令我屢遷。逝將宅斯宇，可以盡天年。」
行文之間格高而氣邁，表達他曠達灑脫的人生觀。此外，才女鍾琰的《遐思賦》和左棻的《離思賦》都是生在對亂世的幽怨和對生命自身悲憫的感慨。
魏晉是人性的自覺時代，女性受教育能得到社會的認可，於是她們抓住時代的機遇，通過自身努力，最終成為社會需要的知識女性。

## 家庭地位
魏晉是個開放的時代，尊重女性、寬容女性也是這個時代的新氣象。在閨閣生活中，他們並非一昧的「從父從兄」，而是保留自己的發言權，在家庭決策上能夠提供意見的人。如：
《世說新語˙賢媛》：「李平陽，秦州子，中夏名士。於時以比王夷甫。孫秀初欲立威權，咸云：『樂令民望不可殺，減李重者又不足殺。』遂逼重自裁。初，重在家，有人走從門入，出髻中疏示重。重看之色動，入內示其女，女直叫「絕」。了其意，出則自裁。此女甚高明，重每咨焉。」中，李重遇事經常和其女商量。
古代女子大都被要求「大門不出二門不邁」，在家相父教子成為女子應盡義務。然而，魏晉是個戰爭不斷、政權更迭的朝代，人們對國法已經失去信心，對於禮法的重視也自然淡化了。
換言之，家庭倫理規則的相繼打破，使得女性地位提高，不像先前禮法束縛著女性在社會上的地位。如：
《顏氏家訓˙治家篇》：「鄴下風俗，專以婦女持門戶，爭訟曲直，造請逢迎，車乘填街衢，綺羅盈府庫，代子求官，為夫訴屈。」說明北齊時鄴下的風俗，能夠「代子求官，為夫訴屈」，和先前「出門必擁蔽其面」有很大的不同。
魏晉也展現平等的夫妻關係。如：
《世說新語˙賢媛》：「許允婦，是阮衛尉女，德如妹，奇醜；交禮竟，允無復入理，家人深以為憂。會允有客至，婦令婢視之，還答曰：『是桓郎。』桓郎者，桓範也。婦云：『無憂，桓必勸入。』桓果語許云：『阮家既嫁醜女與卿，故當有意，卿宜察之。』許便回入內。既見婦，即欲出。婦料其此出，無復入理，便捉裾停之。許因謂曰：『婦有四德，卿有其幾？』婦曰：『新婦所乏唯容爾。然士有百行，君有幾？』許云：『皆備。』婦曰：『夫百行以德為首，君好色不好德，何謂皆備？』允有慚色，遂相敬重。」
阮氏的巧妙回答，使得「德」成為夫妻關係中平等的標準，反映晉朝女性有了和男子平等的對話權，女性地位提高。

## 婚姻自主
秦漢以來重男輕女的觀念，復因在農業社會中，需要大量勞動力的事實，使得先天上體能就男子維差的女性，被視為純消費者。
漢朝陳蕃云：「盜不過五女之門，以女貧家也。」
另外，董仲舒《春秋繁露》、班固《白虎通義》都強調了三綱五常；班昭《女誡》講述「三從之道，四德之儀」等女子應恪守的道德規範。直到魏晉，因胡風傳入中原，再加上道家思想的盛行，使他們進入了人性自覺的時代，婦女的社會地位才漸漸被重視。

### 擇偶的自主性
相對於魏晉南北朝以前的朝代，男女結婚大都是依「父母之命、媒妁之言」。魏晉南北朝時雖男女還是受此一傳統束縛，但和秦漢相比，自由戀愛的比例相對提高。
如干寶《搜神記》卷十五載：「晉武帝世，河間郡有男女私悅，許相配適。」受到社會風氣的影響，這種男女自由戀愛的現象是很常見的。
此外，在魏晉的詩歌中，也有反映此一現象，如：「我出東門游，邂逅承清塵，思君即幽房，侍寢執衣巾」；「我既媚君姿，君亦悅我顏，何以致殷勤，約指一雙銀，何以致區區，耳中雙明珠」這種「婦人不能以禮從人」，違背常理的現象，正式魏晉女子思想開放，大膽追求戀愛的表現。

### 改嫁和再嫁
魏晉時道德理念較為寬鬆，婦女追求幸福的權利較為顯著，女子改嫁再嫁的行為得到了社會的寬容。如：
《世說新語˙傷逝》：「庾亮兒遭蘇峻難遇害。諸葛道明女為庾兒婦，既寡，將改適，與亮書及之。亮答曰：賢『女尚少，故其宜也。感念亡兒，若在初沒。』」
說明當時諸葛道明的女兒再嫁是受到父親和公公允許的。